# آمبر والتا
آمبر والتا (به انگلیسی: Amber Valletta) (زاده ۹ فوریه ۱۹۷۴) بازیگر و مدل آمریکایی است.
او بیشتر به خاطر بازی در فیلم ترانسپورتر ۲ مشهور است.

## فیلم‌شناسی
فهرست برخی از فیلم‌هایی که آمبر والتا در آنها به ایفای نقش پرداخته‌است:
- ترانسپورتر ۲
- هیچ
- آنچه در زیر است
- مرد خانواده
- سکوت مطلق
- افسانه‌ها
- بازیگر
- همسایه جاسوس
- بزرگ کردن هلن
- اخطار قبلی
- آخرین بار
- دختر وارد یک بار می‌شود